# Ophraella pilosa
Ophraella pilosa är en skalbaggsart som beskrevs av Lesage 1986. Ophraella pilosa ingår i släktet Ophraella och familjen bladbaggar. Inga underarter finns listade i Catalogue of Life.